# Bydarahalli, Chiknayakanhalli
Bydarahalli là một làng thuộc tehsil Chiknayakanhalli, huyện Tumkur, bang Karnataka, Ấn Độ.